# Гоце Митев
Георги (Гоце) Митев (Митов) Георгиев е български учител и революционер, деец на Вътрешната македоно-одринска революционна организация.

## Биография
Митев е роден в 1874 година в град Дойран, тогава в Османската империя. Завършва висше образование и работи като учител в родния си град, в Кукуш и на други места. Влиза във ВМОРО и от лятото на 1901 година и ръководител на Дойранския околийски революционен комитет.
След Младотурската революция в 1908 година става деец на Съюза на българските конституционни клубове и е избран за делегат на неговия Учредителен конгрес от Дойран.
При избухването на Балканската война в 1912 година е доброволец в Македоно-одринското опълчение и се сражава в 3 солунска дружина. През Първата световна война служи в Трети полк на Единадесета пехотна македонска дивизия.